# مرکز مطالعات محیطی آدام ژوزف لوئیس

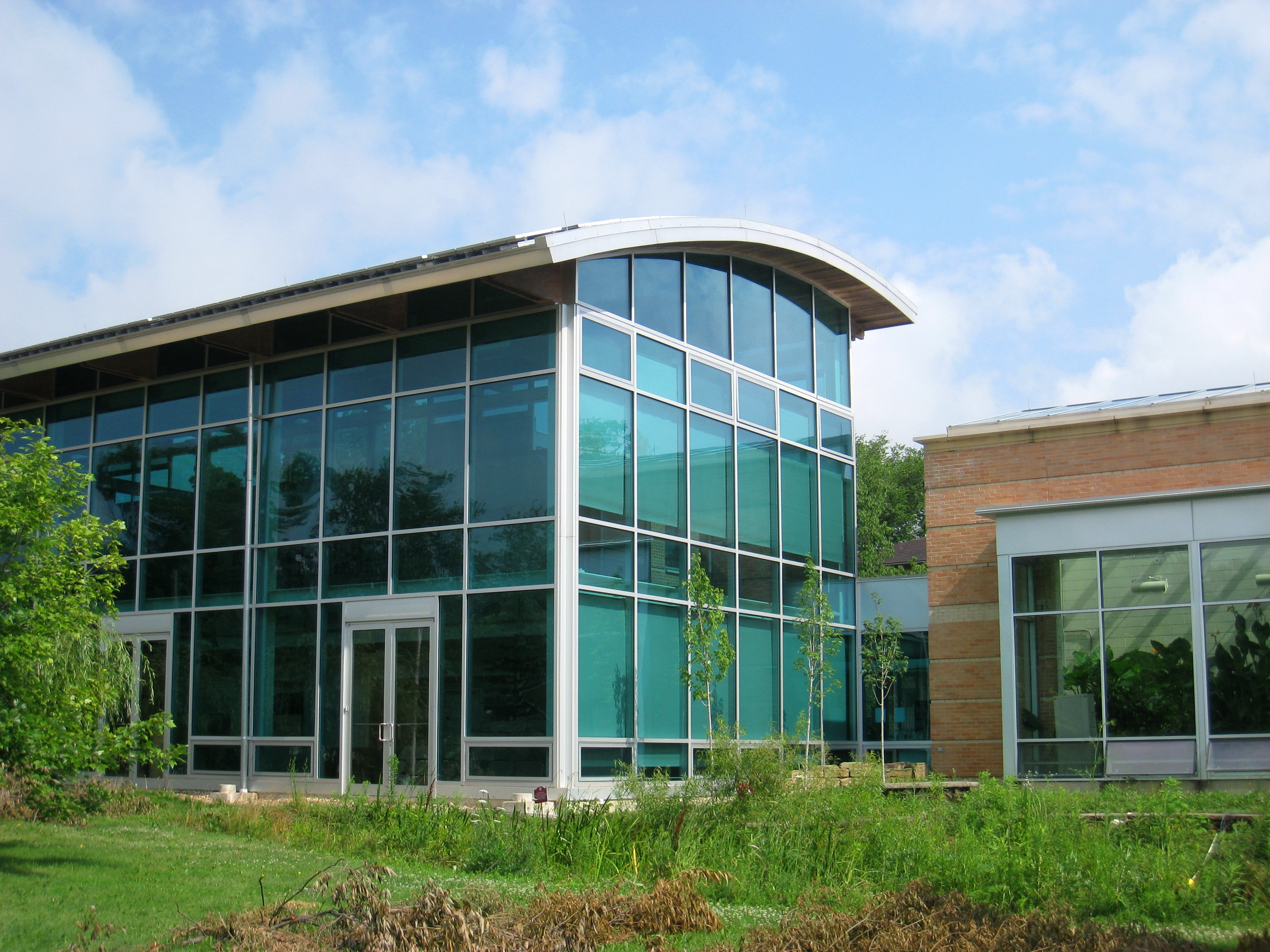
نمای خارجی

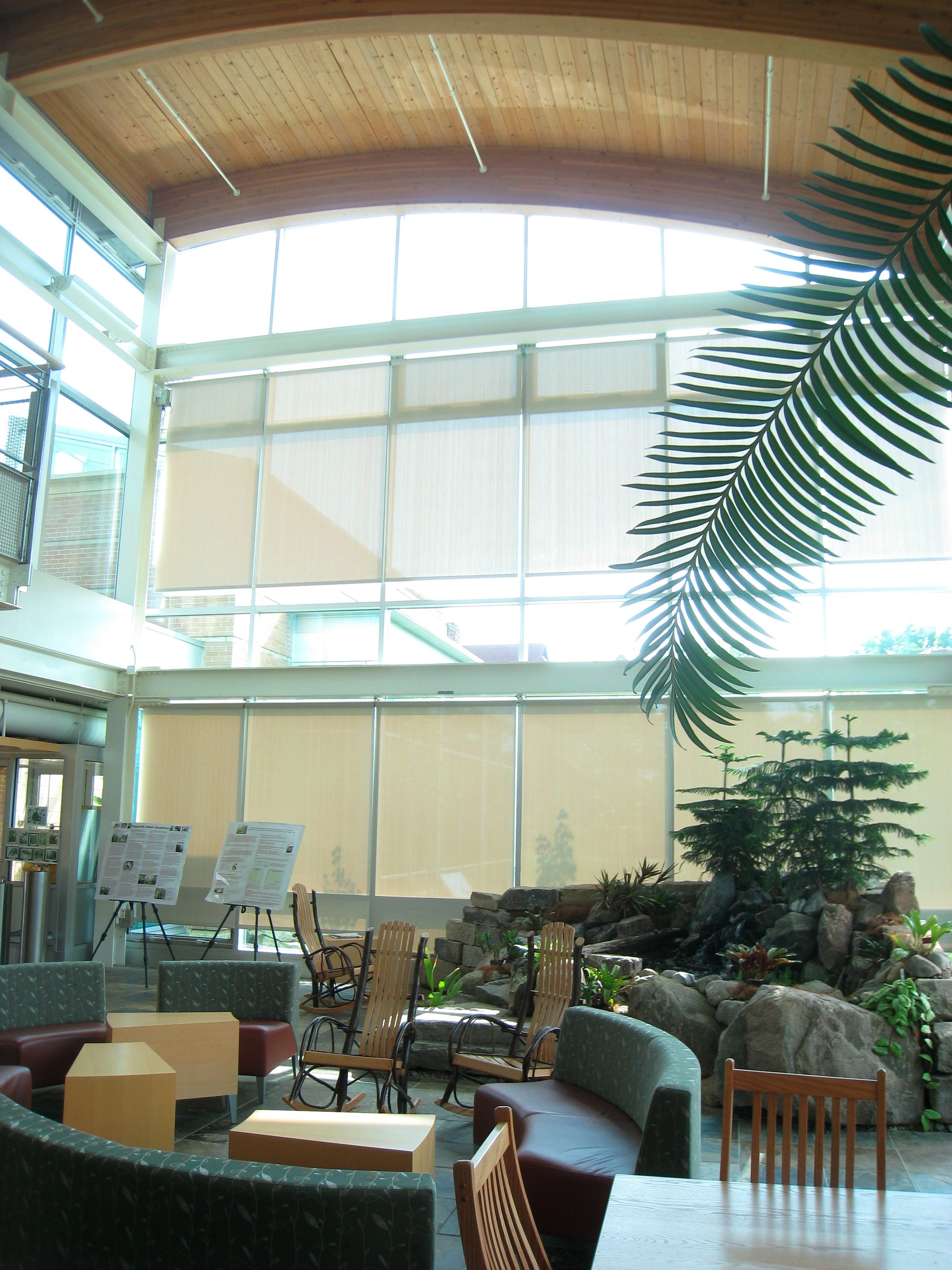
نمای داخلی

مرکز مطالعات محیطی آدام ژوزف لوئیس، واقع در محوطه کالج اوبرلین، یکی از پیشرفته‌ترین نمونه‌های ساختمان سبز در ایالات متحده می‌باشد. کارکنان ساختمان، کاربر روی این بنا را در ژانویه سال ۲۰۰۰ تکمیل کردند. طی نیمسال بعد گروه‌هایی چون زیست‌شناسی منابع طبیعی، جمعیت و محیط، کشاورزی پایدار، طراحی اکولوژیکی، آموزش محیطی، زمین‌شناسی فیزیکی و انرژی خورشیدی در این مرکز بر پا نهاده شد. این ساختمان به عنوان LEED بنای طلای سفید شد وپیش از آن بنایی با سیستم LEED تأسیس نشده بود. جان تی لیل طراح ارشد مرکز مطالعات احیاکننده لیل و همچنین معمار و طراح فضاهای باز و مناظر پروژه است ومیدان اصلی در این مرکز به افتخار او نامگذاری شد. معمار برجسته و ارشد پروژه ویلیام مک دوناف، یک معمار ساختمانی بود.

## جوایز
ساختمان جوایزبسیاری دریافت کرده‌است، شامل:
- مهم‌ترین ساختمان سبز که در ۳۰ سال اخیر ساخته شده‌است. (ژوئیه ۲۰۱۰) توسط مجله معماری
- یکی از ۳۰ ساختمان برجسته قرن ۲۰توسط دپارتمان انرژی برای ویلیام مک دوناف و شرکا
- یکی از ۱۰ پروژه سبز (۲۰۰۲) توسط انستیتوی معماران آمریکا
- جایزه ساختمان آمریک (۲۰۰۱) از طرف انجمن ملی پیمانکاران آمریکا، ساختمان موزر
- جایزه ساختمان اوهایو (۲۰۰۰) توسط پیمانکاران اوهایو، ساختمان موزر
- جایزه افتخار (۱۹۹۹) از طرف کمیته معماری و آموزش AIAبرای ویلیام مک دوناف و شرکا
- جایزه معماری آمریکا (۱۹۹۹) از طرف انجمن شیکاگو برای ویلیام مک دوناف و شرکا